# Рота поліції «Схід»
 Рота швидкого реагування «Схід» (РШР «Схід» ППОП) —  окрема рота Полку поліції особливого призначення ГУНП в Харківській області.

## Історія
25 травні 2018 року на базі розформованої добровольчої роти «Східний корпус», під командуванням ветерана полку «Азов» Сергія Тамаріна (позивний «Собер»), було створено новий спецпідрозділ поліції призначений для виконання бойових завдань із відсічі збройної агресії проти України у зоні ведення бойових дій та проявам сепаратизму в Україні, зокрема, в Харківській, Донецькій та Луганській областях. Його бійці регулярно відряджалися до зони бойових дій на сході України, зокрема біля Широкиного, Гранітного, Гнутового, Лебединського, у передмісті Попасної,  та інших районах Донецької та Луганської областей безпосередньо на лінії розмежування.
Упродовж 2018-2021 років особовий склад роти постійно ніс службу в зоні проведення ООС, виконуючи завдання на блокпостах, у складі мобільних груп швидкого реагування та піших патрулів. Також поліцейські регулярно залучалися до спільних відпрацювань у прифронтовій зоні з іншими силовими структурами.
27 лютого 2022 року спецпідрозділ обороняв будівлю ГУНП в Харківській області під час спроби штурму російськими регулярними військами.
16 березня 2022 року бійці роти вибивали ворога на підступах до селища Мала Рогань.
17 березня 2022 року правоохоронці нанесли вогневе ураження по ворожих позиціях: було спалено МТЛБ, ліквідовано ПТУР, а також відкрито власний рахунок вбитих росіян. Після звільнення Малої Рогані та Вільхівки «Схід» брав участь в подальших бойових діях як піхота.
Діє на передовій станом на листопад 2024 року.

## Завдання
Частина підрозділу, яка знаходиться в Харкові, залучаєтьчя до охорони публічного порядку у складі груп швидкого реагування у різних районах міста та області. Поліцейські роти «Схід» приділяють особливу увагу боротьбі з тероризмом, з правопорушеннями у сфері транспортної безпеки, незаконним обігом наркотичних речовин та зброї,  іншими проявами злочинності. Також бійці роти регулярно залучаються до проведення слідчих дій.
Додатково особовий склад підрозділу проводить виховну роботу серед молоді. Спільно з громадськими організаціями відвідує навчальні заклади Харкова, де проводить уроки патріотичного виховання, залучається до занять по курсу «Захист України», військово-патріотичних вишколів для дітей та підлітків.

## Втрати
Волик Максим Сергійович Старший лейтенант поліції загинув 2 березня 2022 року
Клушин Олександр загинув 2 березня 2022 року 
Тарусін Богдан загинув 2 березня 2022 року
Купріянов Дмитро загинув 18 березня 2022 року

## Командування
- травень 2018 — червень 2019 — Сергій Тамарін
- липень 2019 — жовтень 2020 — Дмитро Балабанов
- з жовтня 2020 — Сергій Богдановський

## Символіка
Шеврон добровольчої роти «Схід» вперше в історії сучасного українського війська має виключно скіфську тематику. Поряд з античним шоломом традиційна скіфська збройна пара – короткий меч-акінак та клевець-сагаріс. Розробником шеврону є Сергій Червінський.

## Додаткові факти
- бійців підрозділу називають «східняками»[2]
- частина бійців і офіцерів роти (в тому числі і перший командир роти) у 2000-х роках були активістами Організації «Патріот України». Також в особовому складі підрозділу присутні вихідці з футбольних вболівальників та інших правих середовищ.[8]
- три офіцери роти (в тому числі і другий і третій командири роти) проходили навчання у Хорунжій школі ім.п/п-ка М.Сціборського[2]
- через високий рівень підготовки і мотивації особового складу підрозділ вважається найбільш ефективним для боротьби з сепаратизмом на Харківщині.[8] Підрозділ неодноразово брав участь та займав призові місця у різноманітних спортивних заходах:

- чемпіонат з прикладної стрільби Головного управління Національної поліції в Харківській області (2018 і 2019 роки);
- чемпіонат з легкоатлетичного кросу Головного управління Національної поліції в Харківській області (2019 року).

## Галерея

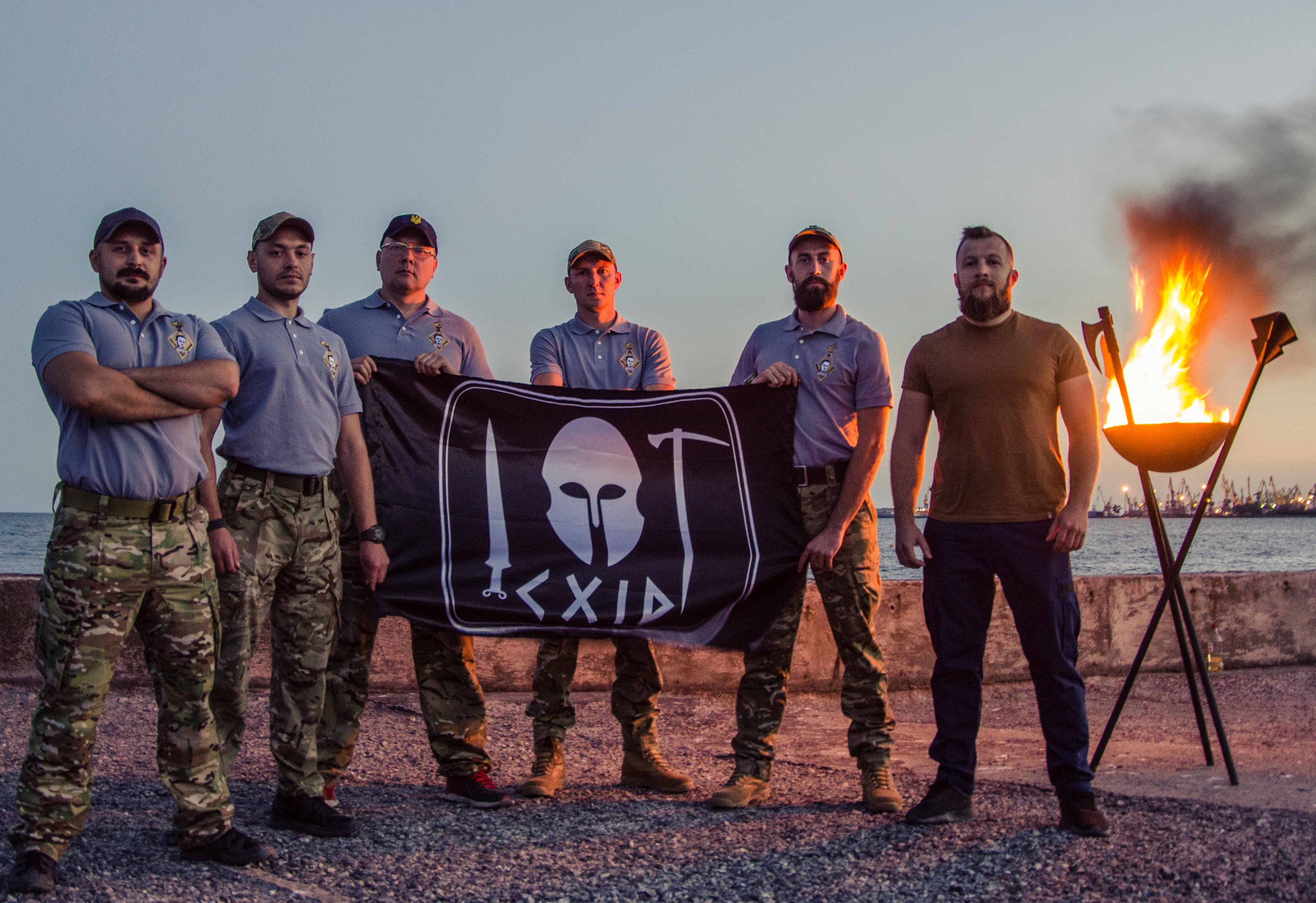
офіцери роти «Схід» з розгорнутим прапором підрозділу та дирекція Хорунжої школи ім.п/п-ка М.Сціборського (посередині — Дмитро Балабанов, другий командир роти «Схід», а праворуч від нього — Сергій Богдановський, третій командир роти «Схід»), м. Маріуполь, 2018 рік.
бійці роти "Схід" екіпіруються перед бойовим виїздом
однострій і озброєння бійця роти "Схід"
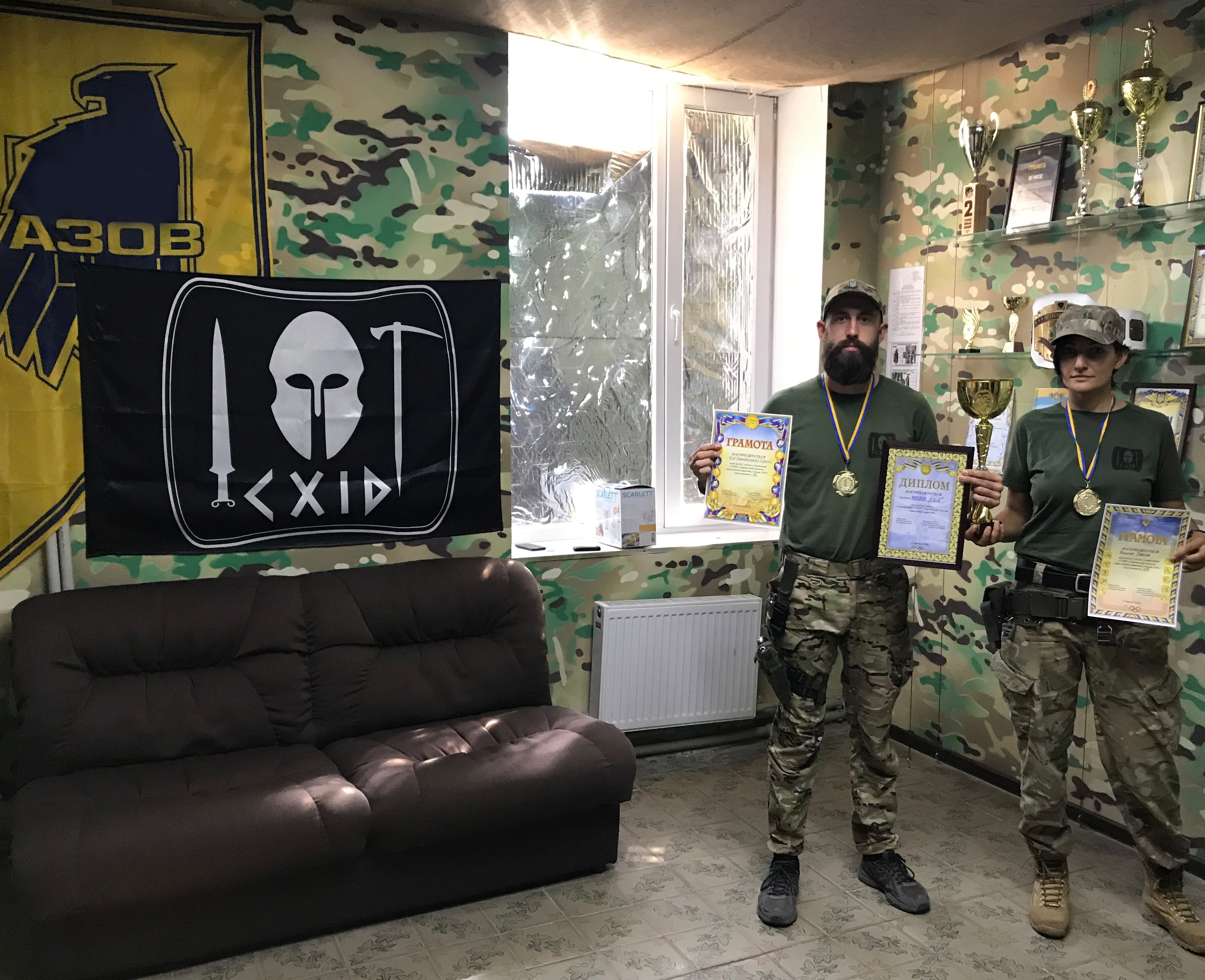
офіцери роти "Схід", які здобули нагороди у змаганнях з прикладної стрільби